# Reginald Lee

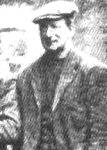
Reginald Lee

Reginald Robinson Lee (ur. 19 maja 1870 r., zm. 6 sierpnia 1913 r.) – obserwator na RMS Titanic; pełnił służbę w chwili kolizji statku z górą lodową 14 kwietnia 1912 r.
Prawdopodobnie to on, a nie Frederick Fleet, dostrzegł górę lodową na kursie statku i poinformował o tym mostek kapitański. Po zderzeniu został skierowany do obsługi szalupy ratunkowej nr 13. Przeżył katastrofę, ale zmarł rok później w wyniku powikłań po przebytym zapaleniu płuc.